# Gerhard Klages
Gerhard Klages (* 11. September 1915 in Holzminden; † 7. September 2017 in Mainz) war ein deutscher Physiker.

## Leben
Nach dem Abitur 1933 studierte Klages Physik an der Humboldt-Universität zu Berlin, wo ihn Peter Debye besonders beeinflusste. Im Zweiten Weltkrieg wurde seine Promotionsarbeit durch die Einberufung zur Luftwaffe unterbrochen, wo er sich mit Theorie und Anwendung der Funkmesstechnik zu beschäftigen hatte. Im Herbst 1941 erreichte er eine Beurlaubung zu Studienzwecken, die er zum Abschluss seiner Promotion 1942 mit der Dissertation Dispersion von Ultrakurzwellen in polaren Flüssigkeiten mit mehreren Relaxationszeiten benutzte.
1946 habilitierte Klages sich für Experimentalphysik, um dann 1947 an die Universität Mainz berufen werden zu können, wo er zunächst als Hochschuldozent und darauf als Professor am Institut für Physik lehrte. Abgesehen von einer Gastprofessur in den 1960er Jahren in Kairo blieb er an der Universität Mainz bis zu seiner Pensionierung 1980.
Klages etablierte in Mainz die Mikrowellenphysik zur Bestimmung der elektrischen und geometrischen Struktur von Molekülen insbesondere in molekularen Flüssigkeiten. Es gelang ihm, den untersuchten Frequenzbereich immer weiter auszudehnen, so dass sein Labor eines der international führenden Laboratorien auf dem Gebiet der Dielektrischen Spektroskopie wurde.
Als akademischer Lehrer genoss Klages ein hohes Ansehen. Die umfassende Betreuung seiner Studenten, Diplomanden und Doktoranden und der persönliche Kontakt waren ihm immer ein besonderes Anliegen. Den Medizin-Studenten vermittelte er das physikalische Grundwissen durch Vorlesungen, Praktika und das fortgeführte Kurze Lehrbuch der Physik von H. A. Stuart.

## Werke
- Einführung in die Mikrowellenphysik. Verlag Theodor Steinkopff, Darmstadt 1956, 1967 und 1976.
- mit Herbert A. Stuart: Kurzes Lehrbuch der Physik, 18. Auflage, Springer 2005